# Sorell blancal
El sorell blancal o sorell blanc (Trachurus mediterraneus) és un peix de la família dels caràngids.

## Morfologia
Talla: màxima 60 cm, comuna de 10 a 50 cm. Cos fusiforme, allargat, poc elevat i lleugerament comprimit. Escates petites i cicloides (llises). De 75 a 89 escudets a la línia lateral principal; la línia lateral accessòria acaba entre l'extrem posterior de la primera aleta dorsal i els radis tercer i quart de la segona. Rostre obtús. Ulls grossos amb pupil·la adiposa ben desenvolupada. Boca grossa, obliqua i terminal; dents petites, en una sola filera. Primer arc branquial amb 13-17 branquispines superiors i 36-41 inferiors.
Dues aletes dorsals, la primera formada per espines i la segona amb una espina i la resta per radis tous. L'anal, relativament curta amb 3 espines, tot i que les dues primeres són sovint poc visibles i queden incloses a la pell; la resta està formada per radis tous. Les pectorals falciformes. La caudal forcada. Coloració del dors entre el verd blavós i el grisenc, amb els flancs argentats i el ventre blanquinós. Té una petita taca negra a la vorera superior de l'opercle. Les aletes són groguenques.

## Comportament
- Espècie pelàgica migradora litoral.
- Forma grans bancs prop de la superfície i la línia de costa, fins als 250 m de fondària.
- Els joves solen estar associats amb meduses, així com als objectes flotants.

## Alimentació
S'alimenta de petits peixos i invertebrats.

## Reproducció
Arriba a la maduresa sexual quan té una longitud a la furca de 23 cm i sol fresar durant l'estiu i la tardor.

## Distribució geogràfica
Es troba a tota la Mediterrània i a la mar Negra. A l'Atlàntic Oriental des del Golf de Biscaia fins al Marroc.

## Pesca
Pesca industrial, semiindustrial, artesanal i esportiva; es captura amb arts de platja, tremalls, encerclament, volantí, palangres i de ròssec.
Es tracta d'una espècie popular de preu relativament baix.
A la Mediterrània hi ha dues espècies més del mateix gènere (Trachurus trachurus i Trachurus picturatus), amb les quals s'acostuma a confondre.